# 托雷洛瓦通
托雷洛瓦通，是西班牙卡斯蒂利亚-莱昂巴利亚多利德省的一个市镇。总面积66平方公里，2001年普查人口總數為575人，人口密度為每平方公里9人。